# Miguel Angel Castillo
Miguel Angel Castillo (Lima, Perú; 8 de mayo de 1963) es un exfutbolista peruano. Desempeñó como mediocampista en la posición de diez, desde las inferiores del Club Atlético Chalaco. Su tío Agapito Alegría fue futbolista en el Club Centro Iqueño en los años 60.

## Trayectoria
Fue un mediocampista de larga carrera aunque solo estuvo en dos clubes. Se inició en los juveniles del Club Atlético Chalaco desde los 16 años bajo las órdenes del profesor Fernando García que jugaba el campeonato juvenil, y también las preliminares de la primera división. Luego a sus 18 años fue promovido al primer equipo del león porteño bajo la dirección del D. T. paraguayo César Cubilla, donde debutó profesionalmente en el Campeonato Descentralizado 1980 de visita, frente al Deportivo Junin de Huancayo, con un empate de 1 a 1. Luego en 1984 pasa al Circolo Sportivo Guardia Republicana donde se quedó definitivamente hasta su retiro en 1999. Con este club logró el ascenso al Campeonato Descentralizado 1986, donde en el debut venció al Club Alianza Lima. aunque al final del campeonato no pudo mantener la categoría, descendiendo ese año, pero volviendo para el Campeonato Descentralizado 1988, cuando tampoco pudo mantener la categoría.
Aunque estuvo en la mira de clubes como el Sporting Cristal y el Universitario de Deportes, no se fue del Circolo Sportivo Guardia Republicana, pues los dirigentes-generales no querían dejarle salir del equipo a menos que pidiera su retiro de la policía, y esa opción le hubiera hecho perder su estabilidad económica.

## Clubes
| Club                                 | País | Temporada |
| ------------------------------------ | ---- | --------- |
| Club Atlético Chalaco                | Perú | 1980-1983 |
| Circolo Sportivo Guardia Republicana | Perú | 1984-1999 |

## Palmarés
| Título            | Club                                 | País | Año  |
| ----------------- | ------------------------------------ | ---- | ---- |
| Intermedia (Perú) | Circolo Sportivo Guardia Republicana | Perú | 1985 |
| Intermedia (Perú) | Circolo Sportivo Guardia Republicana | Perú | 1987 |